# Andrea Varfi
Andrea Epaminondas Varfi (ur. 21 lutego 1914 we wsi Qeparo k. Wlory, zm. 18 września 1992 w Tiranie) – albański poeta, publicysta i tłumacz.

## Życiorys
Uczył się w szkole handlowej we Wlorze, a następnie w gimnazjum w Tiranie. W 1941 ukończył studia agronomiczne na Uniwersytecie w Perugii, broniąc pracy doktorskiej. Po powrocie do kraju pracował w Szkole Rolniczej w Kavai. Związany z grupą komunistyczną Zjarri w czasie wojny dołączył do ruchu oporu i trafił do 5 Brygady Uderzeniowej AWN, w której odpowiadał za propagandę i agitację.
Po zakończeniu wojny objął stanowisko dyrektora wydziału kultury i propagandy w ministerstwie rolnictwa. W latach 1945–1947 pełnił funkcję redaktora naczelnego czasopisma Bujku i Ri (Nowy Rolnik). W 1947 został uwięziony przez władze komunistyczne razem z Jusufem Vrionim, Lazërem Radi i Mitrushem Kuteli pod zarzutem współpracy z misją brytyjską działającą w Albanii. Po uwolnieniu pracował w wydawnictwie Naim Frashëri. Zmarł w 1992 w Tiranie.
Pozostawił pięć tomików poezji, dramat, a także drobne utwory satyryczne i tłumaczenia poezji włoskiej (Ugo Foscolo) i rosyjskiej (Aleksander Kononow). Przetłumaczył i wydał w Albanii jedyny tomik poezji Pashko Vasy Rose e spine, opublikowany w 1873 w języku włoskim. W tekstach publicystycznych używał pseudonimów Ager i Bokërrima. Imię Varfiego nosi ulica we Wlorze.

## Twórczość
- 1930: Këngë e ritme (poezja)
- 1951: Në tingujt e revolucionit (poezja)
- 1957: Dielli i jetës sonë (poezja)
- 1957: Një histori e lashtë stërgjyshore (poezja)
- 1960: Në shpellën e kuqe (dramat)
- 1962: Në zgjim
- 1966: Blerim nëntori (poezja)
- 1989: Vepra letrare (tom 1-2)